# Triênio liberal

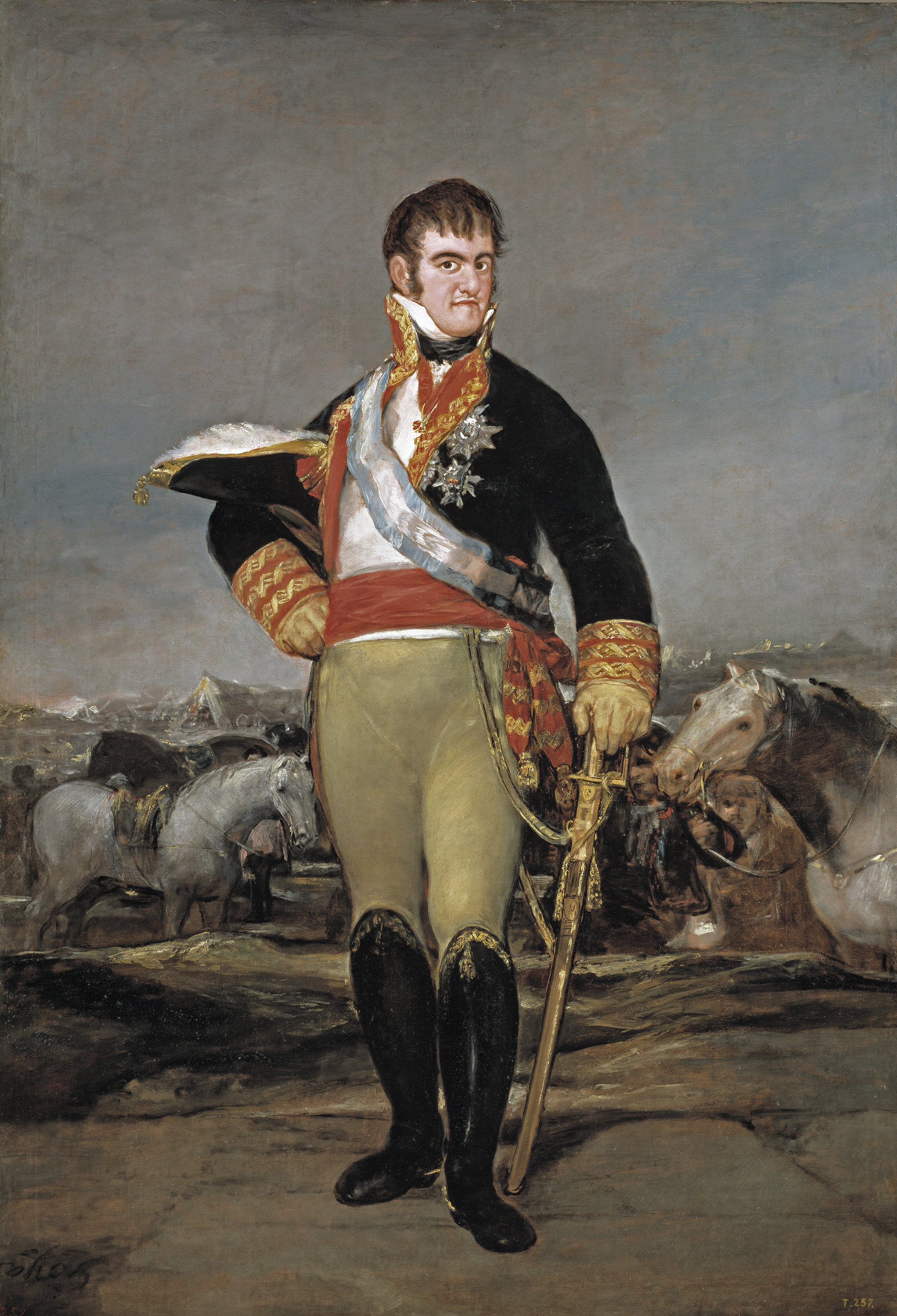

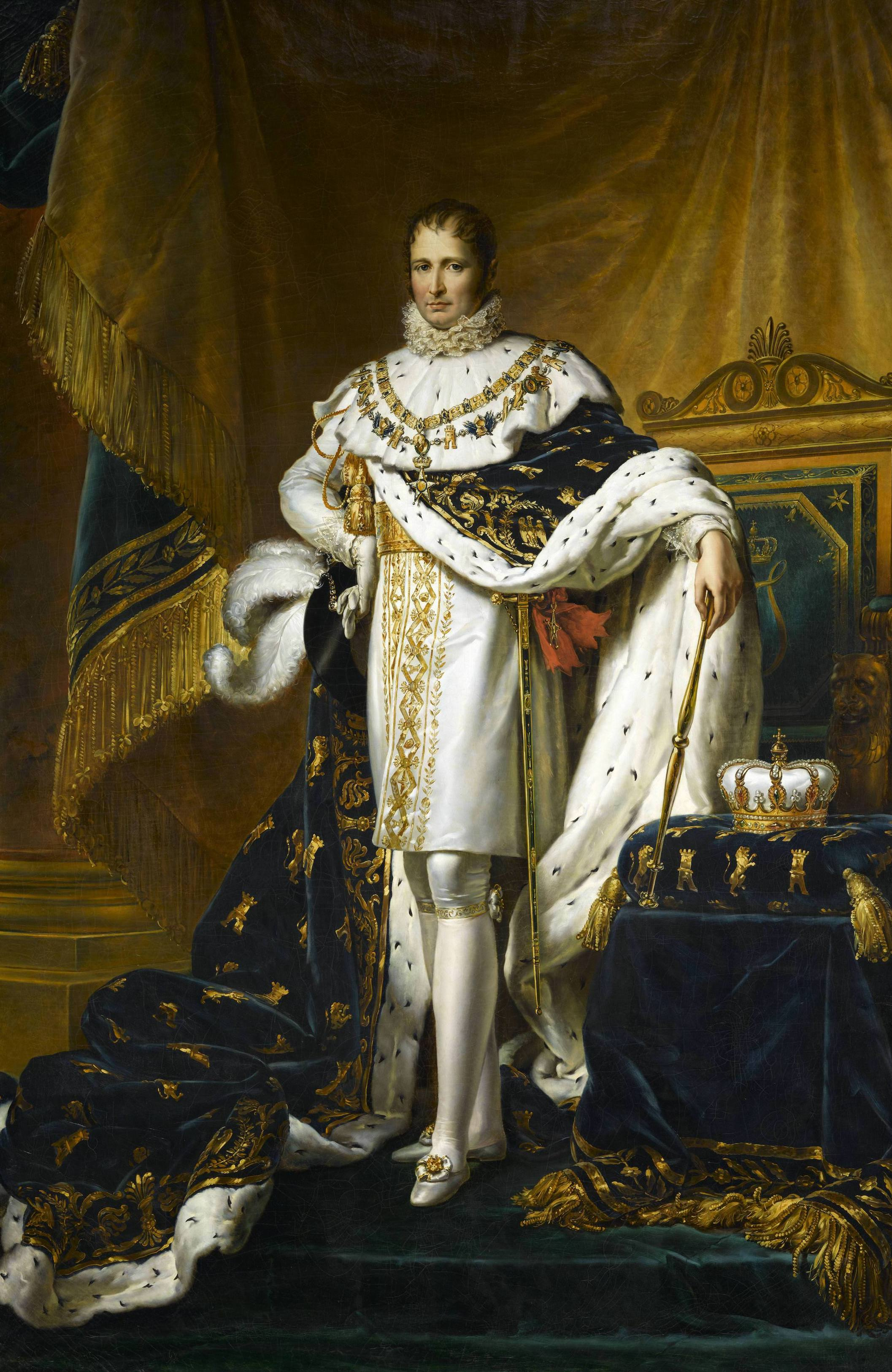
José Bonaparte

As expressões triênio (português brasileiro) ou triénio (português europeu) liberal ou triênio constitucional fazem referência aos três anos que decorreram entre 1820 e 1823 na Espanha. São denominados assim porque, reinando Fernando VII "O Desejado", em 1 de janeiro de 1820 teve lugar na localidade sevilhana de Las Cabezas de San Juan o pronunciamento militar do tenente-coronel Rafael de Riego.
Terminou em 1823 quando, com a aprovação dos chefes coroados da Europa, um exército francês invadiu a Espanha e restabeleceu o poder absoluto do rei. Esta invasão é conhecida na França como a "Expedição Espanhola" (expédition d'Espagne) e na Espanha como "Os Cem Mil Filhos de São Luís ".

## Revolução de Cabezas de San Juan
O rei Fernando VII provocou inquietação generalizada, especialmente no exército, ao se recusar a aceitar a Constituição liberal espanhola de 1812. O rei procurou recuperar as colônias espanholas nas Américas que se revoltaram com sucesso, consequentemente privando a Espanha de uma importante fonte de receita.
Em janeiro de 1820, soldados se reuniram em Cádis para uma expedição à América do Sul, irritados com salários pouco frequentes, comida ruim e quartos pobres, amotinaram-se sob a liderança do coronel Rafael del Riego y Nuñez. Prometendo fidelidade à Constituição de 1812, eles prenderam seu comandante.
Posteriormente, as forças rebeldes mudaram-se para as proximidades de San Fernando, onde começaram os preparativos para marchar na capital, Madrid.

## Governo liberal
Apesar da fraqueza relativa dos rebeldes, Ferdinand aceitou a constituição em 9 de março de 1820, concedendo poder aos ministros liberais e inaugurando o chamado Triênio Liberal (el Trienio Liberal), um período de governo popular. No entanto, conspirações políticas de direita e esquerda proliferaram na Espanha, como foi o caso em grande parte do resto da Europa. Os revolucionários liberais invadiram o palácio do rei e apreenderam Fernando VII, que foi prisioneiro das Cortes, durante os três anos seguintes e retirou-se para Aranjuez. As eleições para as Cortes Gerais em 1822 foram ganhas por Rafael del Riego. Os partidários de Ferdinand se estabeleceram em Urgell, pegaram em armas e estabeleceram uma regência absolutista.
Os partidários de Ferdinand, acompanhados pela Guarda Real, encenaram uma revolta em Madri que foi subjugada por forças que apoiavam o novo governo e sua constituição. Apesar da derrota dos apoiadores de Fernando em Madri, a guerra civil estourou nas regiões de Castela, Toledo e Andaluzia.
Seguiram-se três anos de governo liberal (o Triênio Liberal). O governo Progressista reorganizou a Espanha em 52 províncias e pretendia reduzir a autonomia regional que havia sido uma marca registrada da burocracia espanhola desde o governo dos Habsburgos nos séculos 16 e 17. A oposição das regiões afetadas, em particular Aragão, Navarra e Catalunha, compartilhava da antipatia do rei pelo governo liberal. As políticas anticlericais do governo Progressista levaram ao atrito com a Igreja Católica Romana e as tentativas de promover a industrialização alienaram as antigas corporações comerciais. A Inquisição Espanhola, que havia sido abolida por José Bonaparte e pelas Cortes de Cádis durante a ocupação francesa, foi novamente extinto pelo governo, o que gerou acusações de não ser nada mais que afrancesados (francófilos), que, apenas seis anos antes, havia sido expulso do país.
Liberais mais radicais tentaram se revoltar contra toda a ideia de uma monarquia, independentemente de quão pouco poder ela tivesse. Em 1821, eles foram suprimidos, mas o incidente serviu para ilustrar a frágil coalizão que unia o governo.
A eleição de um governo liberal radical em 1823 desestabilizou ainda mais a Espanha. O exército, cujas inclinações liberais levaram o governo ao poder, começou a vacilar quando a economia espanhola não melhorou e, em 1823, um motim em Madrid teve de ser reprimido. Os jesuítas, que haviam sido banidos por Carlos III no século XVIII, reabilitados por Fernando VII após sua restauração, foram banidos novamente pelo governo. Durante o regime liberal, Ferdinand (ainda tecnicamente chefe de estado) viveu sob virtual prisão domiciliar em Madri. O Congresso de Viena, terminando as Guerras Napoleônicas, havia inaugurado o "sistema de Congresso" como um instrumento de estabilidade internacional na Europa. Rejeitado pela "Santa Aliança" da Rússia, Áustria e Prússia em seu pedido de ajuda contra os revolucionários liberais em 1820, em 1822, o "Concerto da Europa" estava tão preocupado com o governo liberal da Espanha e sua surpreendente robustez que foi preparado para intervir em nome de Ferdinand.
Em 1822, o Congresso de Verona autorizou a intervenção da França. Luís XVIII da França ficou muito feliz em pôr fim à experiência liberal da Espanha e um grande exército, os 100 mil "Filhos de São Luís", foi despachado pelos Pirenéus em abril de 1823. O exército espanhol, repleto de divisões internas, ofereceu pouca resistência à bem organizada força francesa, que tomou Madri e reinstalou Fernando como monarca absoluto. As esperanças dos liberais de uma nova Guerra da Independência Espanhola foram frustradas.
Em relação à política para a América no período absolutista, o novo governo transformou a repressão política em negociação. O envio de tropas foi substituído por comissários para atrair líderes pró-independência, que foram convidados a se submeter à autoridade real em troca de reconhecimento pela Espanha. Com isso em mente, o governo anunciou um cessar-fogo para as negociações com os rebeldes até que a Constituição de 1812, que ironicamente, havia sido substituída pelas ações de Ferdinand, fosse aceita.
De acordo com o cessar-fogo, a Espanha encerraria a perseguição e concederia uma anistia geral para os insurgentes; caso contrário, a guerra continuaria. Os 11 comissários falharam desde que os patriotas exigiram o reconhecimento de sua independência da Espanha.
Luis María de Borbón y Vallabriga, 14.º Conde de Chinchón (1777-1823), Arcebispo de Toledo e Primaz da Espanha, um clérigo liberal que aboliu a Inquisição Espanhola em 1820. (Seria restabelecido em 1823.)

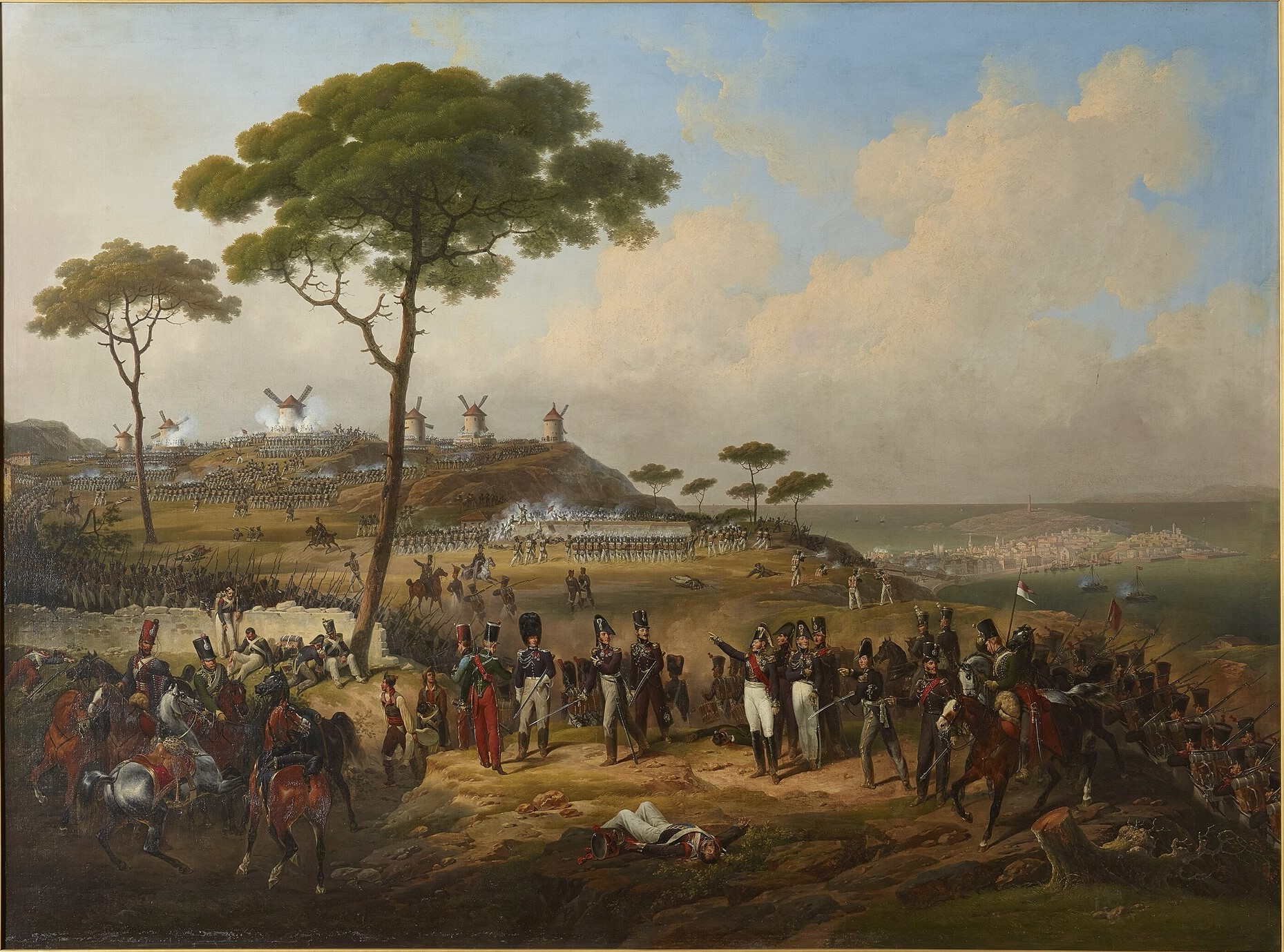
Representação artística (1828) da intervenção francesa na Espanha por Hippolyte Lecomte

## Intervenção francesa
Em 1822, Fernando VII aplicou os termos do Congresso de Viena, pressionado pela ajuda dos outros monarcas absolutos da Europa, no processo de adesão à Santa Aliança formada pela Rússia, Prússia, Áustria e França para restaurar o absolutismo. Na França, os ultrarrealistas pressionaram Luís XVIII a intervir. Para moderar seu ardor contra-revolucionário, o Duque de Richelieu posicionou tropas ao longo das montanhas dos Pirenéus ao longo da fronteira França-Espanha, acusando-os de impedir a disseminação do liberalismo espanhol e a "febre amarela" de invadir a França. Em setembro de 1822, o cordon sanitaire tornou-se um corpo de observação e logo se transformou em uma expedição militar.
A Santa Aliança (Rússia, Áustria e Prússia) recusou o pedido de ajuda de Ferdinand, mas a Quíntupla Aliança (Reino Unido, França, Rússia, Prússia e Áustria), no Congresso de Verona em outubro de 1822, deu à França um mandato para intervir e restaurar a monarquia espanhola. Em 22 de janeiro de 1823, um tratado secreto foi assinado no congresso de Verona, permitindo que a França invadisse a Espanha para restaurar Fernando VII como monarca absoluto. Com esse acordo da Santa Aliança, em 28 de janeiro de 1823, Luís XVIII anunciou que "cem mil franceses estão prontos para marchar, invocando o nome de São Luís , para salvaguardar o trono da Espanha por um neto de Henrique IV da França”.

### Em francês
- Encyclopédie Universalis , Paris, Volume 18, 2000
- Larousse , tomo 1, 2, 3, Paris, 1998
- Caron, Jean-Claude, La France de 1815 à 1848 , Paris, Armand Colin, col. «Cursus», 2004, 193 p.
- Corvisier, André, Histoire militaire de la France, de 1715 à 1871 , tomo 2, Paris, Presses universitaires de France, coleção "Quadrige", 1998, 627 p.
- Demier, Francis, La France du XIXe 1814-1914 , Seuil, 2000, 606 p.
- Dulphy, Anne, Histoire de l'Espagne de 1814 à nos jours, le défi de la modernization , Paris, Armand Colin, coleção "128", 2005, 127 p.
- Duroselle, Jean-Baptiste, L'Europe de 1815 à nos jours: vie politique etrelation internationale , Paris, Presses Universitaires de France, coleção "Nouvelle clio", 1967, 363 p.
- Garrigues, Jean, Lacombrade, Philippe, La France au 19e siècle, 1814-1914 , Paris, Armand Colin, coleção "Campus", 2004, 191 p.
- Lever, Evelyne, Louis XVIII , Paris, Fayard, 1998, 597 p.
- Jean Sarrailh , Un homme d'état espagnol: Martínez de la Rosa (1787-1862) (Paris, 1930)

### Em espanhol
- Miguel Artola Gallego, La España de Fernando VII (Madrid, 1968)
- Jonathan Harris, 'Los escritos de codificación de Jeremy Bentham y su recepción en el primer liberalismo español', Télos. Revista Iberoamericana de Estudios Utilitaristas 8 (1999), 9-29
- W. Ramírez de Villa-Urrutia, Fernando VII, rey constitucional. Historia diplomática de España de 1820 a 1823 (Madrid, 1922)

### Em inglês
- Raymond Carr, Espanha 1808-1975 (Oxford, 1982, 2ª ed.)
- Charles W. Fehrenbach, 'Moderados and Exaltados: a oposição liberal a Ferdinand VII, 1814-1823', Hispanic American Historical Review 50 (1970), 52-69
- Jonathan Harris, 'Um utilitarista inglês olha para a independência hispano-americana: Jeremy Bentham's Rid Yourselves of Ultramaria', The Americas 53 (1996), 217-33